# وینسنت گوتبارج
وینسنت گوتبارج (انگلیسی: Vincent Gouttebarge؛ زادهٔ ۱۶ اوت ۱۹۷۵) بازیکن فوتبال اهل پادشاهی هلند است.
از باشگاه‌هایی که در آن بازی کرده‌است می‌توان به باشگاه فوتبال اوسر و باشگاه فوتبال ولندام اشاره کرد.